# Sacco e Vanzetti
Ferdinando Nicola Sacco (Torremaggiore, 22 aprile 1891 – Charlestown, 23 agosto 1927) e 
Bartolomeo Vanzetti (Villafalletto, 11 giugno 1888 – Charlestown, 23 agosto 1927) sono stati due attivisti e anarchici italiani.

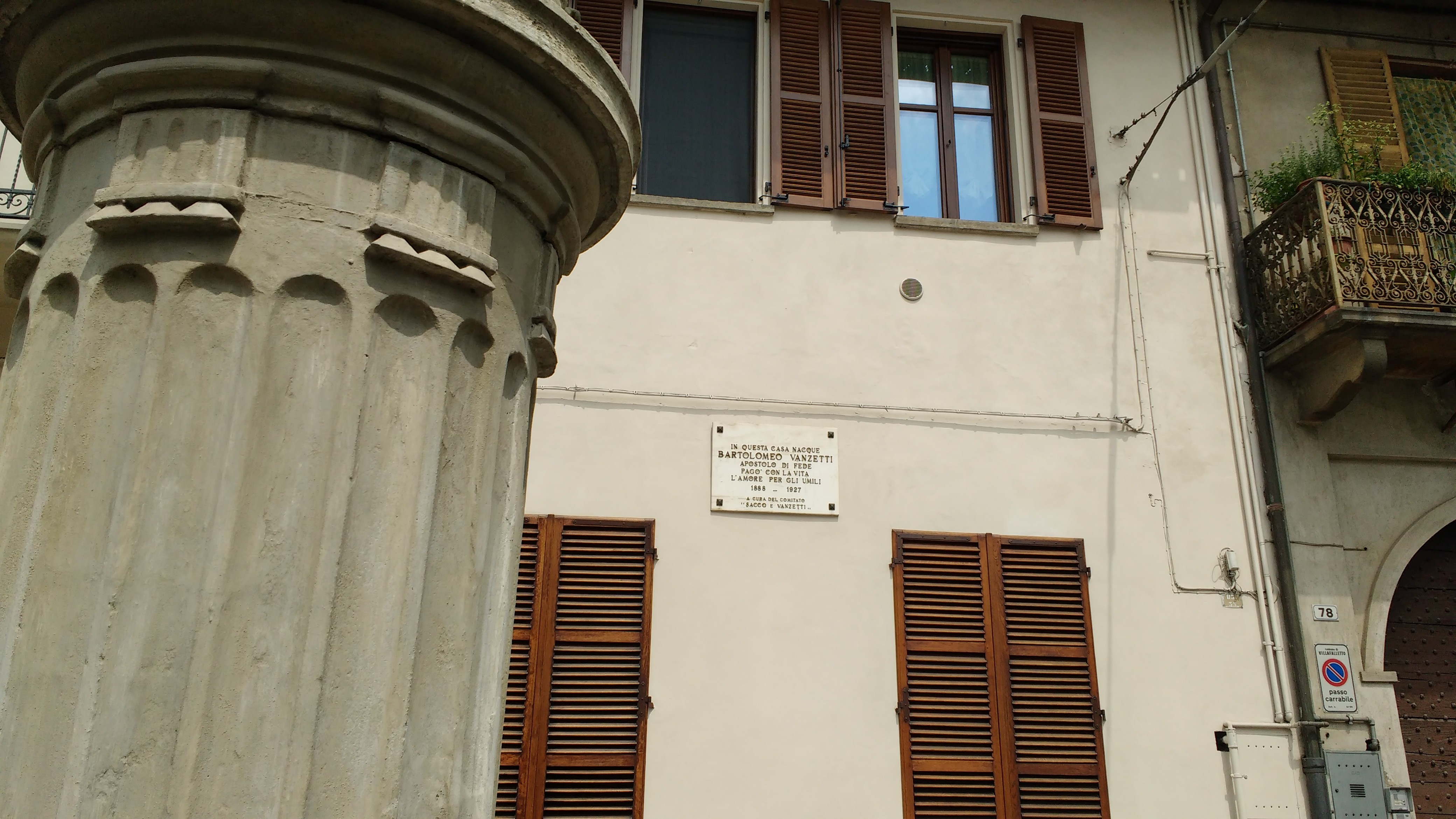
Lapide sulla casa dove nacque Bartolomeo Vanzetti

Sacco di professione faceva l'operaio in una fabbrica di scarpe. Vanzetti, invece, che gli amici chiamavano Trômlin, dopo aver a lungo girovagato negli Stati Uniti d'America facendo molti lavori diversi, rilevò da un italiano un carretto per la vendita del pesce e svolse questo lavoro per pochi mesi. I due furono arrestati, processati e condannati a morte con l'accusa di omicidio di un contabile e di una guardia del calzaturificio Slater and Morrill di South Braintree.
Sulla loro colpevolezza vi furono molti dubbi già all'epoca del loro processo; a nulla valse la confessione del detenuto portoghese Celestino Madeiros, che li scagionava. I due furono giustiziati sulla sedia elettrica il 23 agosto 1927 nel penitenziario statale di Charlestown, non lontano da Boston.
Con il tempo varie opere letterarie, musicali e cinematografiche celebrarono la vicenda di Sacco e Vanzetti come simbolo di mali quali l'errore giudiziario, il razzismo e l'intolleranza. A cinquant'anni esatti dalla loro morte, il 23 agosto 1977 Michael Dukakis, governatore dello Stato del Massachusetts riconobbe ufficialmente gli errori commessi nel processo e riabilitò completamente la loro memoria.

## L'incontro
Nicola Sacco viaggiò sulla motonave «Principe di Piemonte» verso gli Stati Uniti d'America e giunse a Boston il 2 maggio del 1913; Bartolomeo Vanzetti, invece, aveva raggiunto New York su La Provence il 19 giugno 1908, all'età di vent'anni; i due non si conoscevano. Vanzetti, al processo, descriverà così l'esperienza dell'immigrazione: «Al centro immigrazione ebbi la prima sorpresa. Gli emigranti venivano smistati come tanti animali. Non una parola di gentilezza, di incoraggiamento, per alleggerire il fardello di dolori che pesava così tanto su chi era appena arrivato in America». Poi, in seguito scriverà: «Dove potevo andare? Cosa potevo fare? Quella era per me come la Terra Promessa. Il treno della sopraelevata passava sferragliando e non rispondeva niente. Le automobili e i tram passavano oltre senza badare a me».

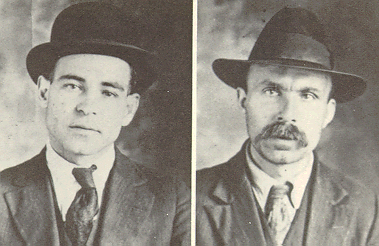
Sacco e Vanzetti

Sacco nacque a Torremaggiore, in provincia di Foggia, il 22 aprile 1891 da una famiglia di produttori agricoli e commercianti di olio e vino. Trovò lavoro in una fabbrica di calzature a Milford dove, nel 1912, sposò Rosina Zambelli, con la quale andò ad abitare in una casa con giardino ed ebbe un figlio, Dante, e una figlia, Ines. Lavorava sei giorni la settimana, dieci ore al giorno. Nonostante ciò, partecipava attivamente alle manifestazioni operaie dell'epoca, attraverso le quali i lavoratori chiedevano salari più alti e migliori condizioni di lavoro. In tali occasioni teneva spesso dei discorsi. A causa di queste attività fu arrestato nel 1916.
Vanzetti nacque a Villafalletto, in provincia di Cuneo, l'11 giugno del 1888, primogenito dei quattro figli di Giovanna Nivello (1862-1907) e Giovanni Battista Vanzetti (1849-1931), modesto proprietario terriero e gestore di una piccola caffetteria. Pur non vivendo in ristrettezze economiche, a spingerlo a emigrare negli Stati Uniti d'America furono soprattutto l'improvvisa e tragica morte dell'amata madre, che lo portò quasi alla follia, e probabilmente una consuetudine familiare (anche il padre era stato emigrante per un breve periodo, dal 1881 al 1883 in California). Fece molti lavori, accettando tutto ciò che gli capitava. Lavorò in varie trattorie, in una cava, in un'acciaieria e in una fabbrica di cordami, la Plymouth Cordage Company. Spirito libero e indipendente, era un avido lettore soprattutto delle opere di Marx, Darwin, Hugo, Gorkij, Tolstoj, Zola e Dante. Nel 1916 guidò uno sciopero contro la Plymouth e per questo motivo nessuno volle più dargli un lavoro. Più tardi, nel 1919, si mise in proprio facendo il pescivendolo fino al momento dell'arresto.
Nel 1916 Sacco e Vanzetti si conobbero ed entrarono entrambi a far parte di un gruppo anarchico di italoamericani. Allo scoppio della Grande Guerra, tutto il collettivo fuggì in Messico per evitare la chiamata alle armi, poiché per un anarchico non c'era niente di peggio che uccidere o morire per uno Stato. Nicola e Bartolomeo fecero ritorno nel Massachusetts al termine del conflitto, non sapendo però di essere stati inseriti in una lista di sovversivi compilata dal Ministero di Giustizia, così come di essere pedinati dagli agenti segreti statunitensi. Nella stessa lista era inserito anche un amico di Vanzetti, il tipografo Andrea Salsedo, originario dell'isola di Pantelleria. Questi, il 3 maggio del 1920, fu trovato sfracellato al suolo alla base del grattacielo di New York dove al quattordicesimo piano aveva sede il Boi (Bureau of Investigation), dove era tenuto illegalmente prigioniero ormai da lungo tempo, insieme a Roberto Elia.
Vanzetti organizzò un comizio, su invito di Carlo Tresca, per protestare contro la vicenda, comizio che avrebbe dovuto avere luogo a Brockton il 9 maggio, ma insieme a Sacco fu arrestato prima, perché trovati in possesso di una rivoltella e di una pistola semiautomatica (con relative munizioni) e Vanzetti di alcuni appunti da destinarsi alla tipografia per l'annuncio del comizio di Brockton. Pochi giorni dopo furono accusati anche di una rapina avvenuta a South Braintree, un sobborgo di Boston, poche settimane prima del loro arresto; in tale occasione erano stati uccisi a colpi di pistola il cassiere della ditta (il calzaturificio Slater and Morrill), Frederick Albert Parmenter, e una guardia giurata, Alessandro Berardelli.

## Il processo

### Verdetto condizionato
A parere di molti, alla base del verdetto di condanna, da parte di polizia, procuratori distrettuali, giudice e giuria vi furono pregiudizi e una forte volontà di perseguire una politica del terrore suggerita dal ministro della giustizia Palmer e culminata nella vicenda delle espulsioni.
Sotto questo aspetto, Sacco e Vanzetti erano considerati due agnelli sacrificali, utili per testare la nuova linea di condotta contro gli avversari del governo. Erano immigrati italiani con una comprensione imperfetta della lingua inglese; erano inoltre note le loro idee politiche radicali. Il giudice Webster Thayer li definì senza mezze parole due bastardi anarchici. Il governatore del Massachusetts Alvan T. Fuller, che avrebbe potuto impedire l'esecuzione, rifiutò infine di farlo, dopo che un'apposita commissione da lui istituita per riesaminare il caso riaffermò le motivazioni della sentenza di condanna.
Si trattava di un periodo della storia statunitense caratterizzato da un'intensa paura dei comunisti, la paura rossa del 1917-1920. Né Sacco né Vanzetti si consideravano comunisti e Vanzetti non aveva nemmeno precedenti con la giustizia, ma i due erano conosciuti dalle autorità locali come militanti radicali coinvolti in scioperi, agitazioni politiche e propaganda contro la guerra.

### L'ultimo discorso di Vanzetti alla corte
Sacco e Vanzetti si ritenevano vittime del pregiudizio sociale e politico. Vanzetti, in particolare, prima della sentenza definitiva, ebbe a dire rivolgendosi per l'ultima volta al giudice Thayer:
(dal discorso di Vanzetti del 9 aprile 1927, a Dedham, Massachusetts)

## Reazioni

### Proteste

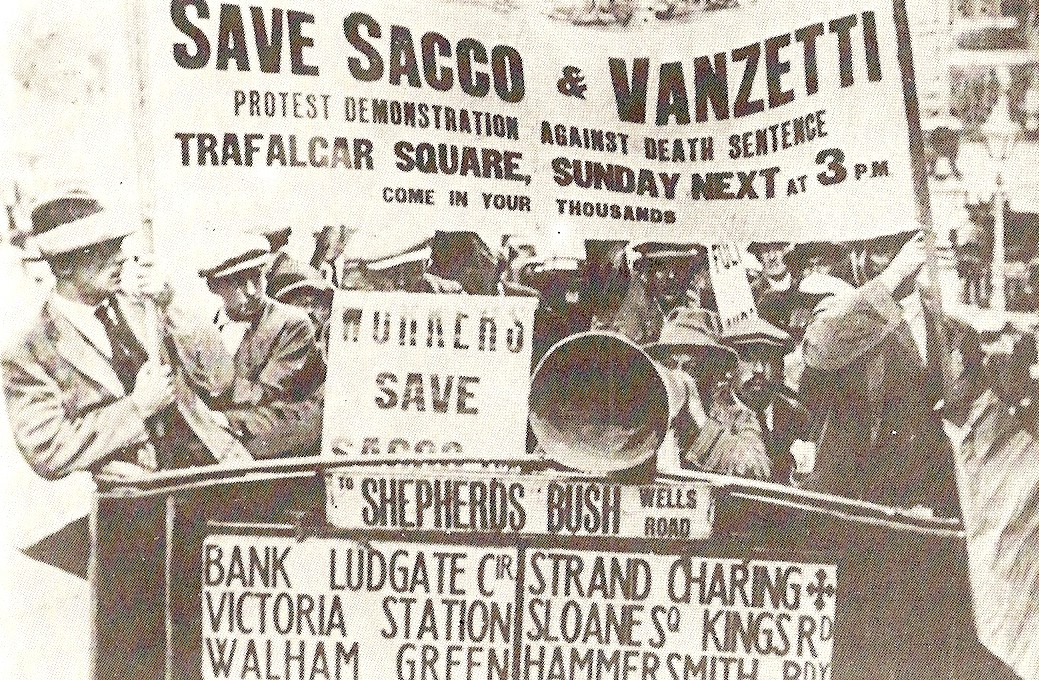
1921: Manifestazioni di protesta a Londra a favore di Sacco e Vanzetti

Quando il verdetto di morte fu reso noto, si tenne una manifestazione davanti al palazzo del governo, a Boston. La manifestazione durò ben dieci giorni, fino alla data dell'esecuzione. Il corteo attraversò il fiume e le strade sterrate fino alla prigione di Charlestown. La polizia e la guardia nazionale li attendevano dinanzi al carcere, sopra le cui mura vi erano mitragliatrici puntate verso i manifestanti.

### L'intervento del governo italiano
Il caso di Sacco e Vanzetti scosse molto l'opinione pubblica italiana di allora e anche il governo fascista prese posizione e si mosse attivamente a sostegno dei due connazionali, nonostante le loro idee politiche.
Anche Benito Mussolini riteneva il tribunale statunitense «pregiudizialmente prevenuto» nel giudicare Sacco e Vanzetti e, a partire dal 1923 fino all'esecuzione della condanna a morte nel 1927, i funzionari del Ministero degli esteri, l'ambasciatore italiano a Washington e il console italiano a Boston operarono presso le autorità degli Stati Uniti per ottenere prima una revisione del processo e poi la grazia per i due italiani.
Lo stesso Mussolini un mese prima dell'esecuzione scrisse direttamente una lettera in cui chiedeva all'ambasciatore statunitense a Roma Henry Fletcher di intervenire presso il Governatore del Massachusetts per salvare la vita dei due condannati a morte.

### Intellettuali proNick e Barted epilogo

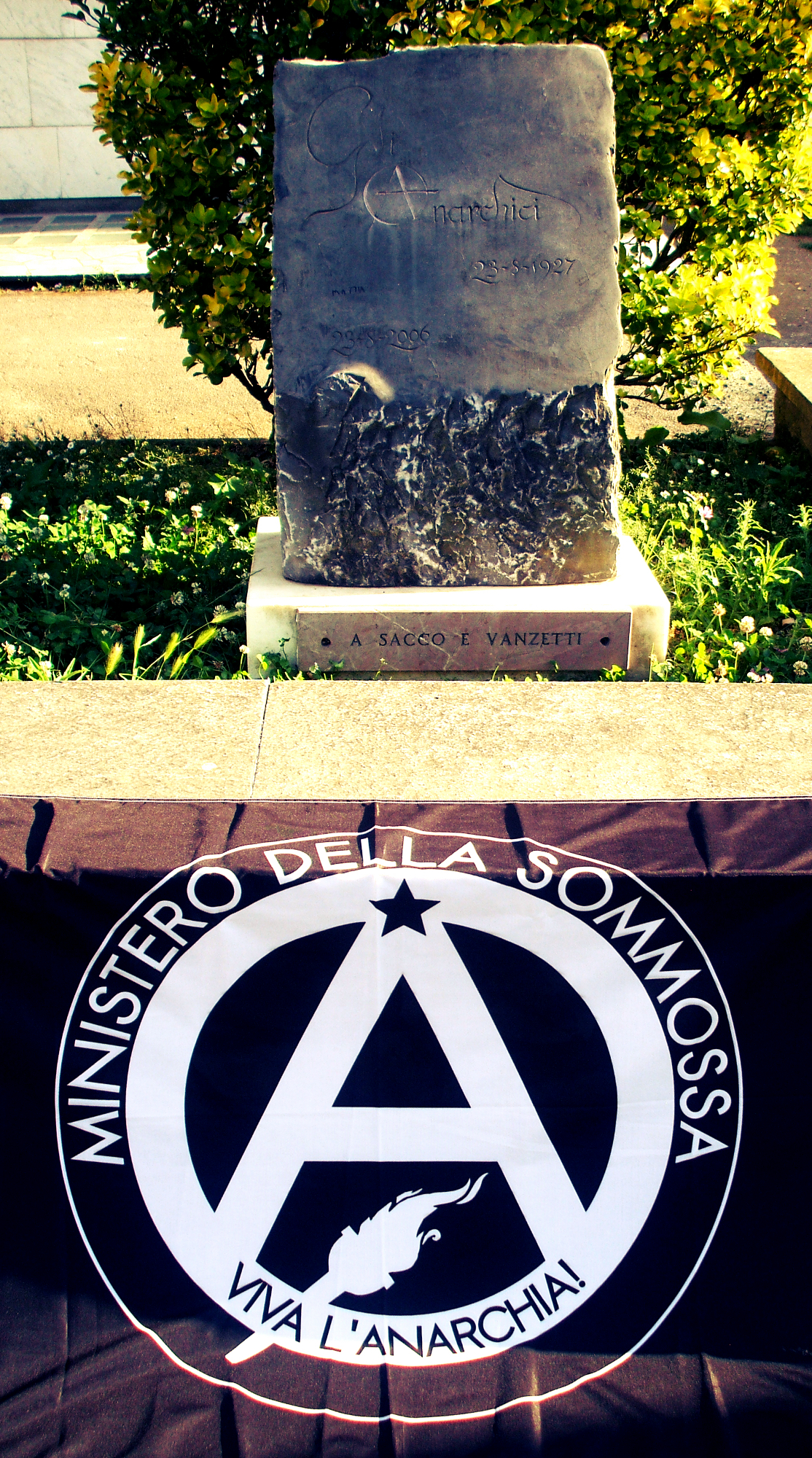
Carrara, monumento a Sacco e Vanzetti.

Molti famosi intellettuali, compresi George Bernard Shaw, Bertrand Russell, Albert Einstein, Dorothy Parker, Edna St. Vincent Millay, John Dewey, John Dos Passos, Upton Sinclair, Alice Hamilton, H. G. Wells e Arturo Giovannitti (il quale fu protagonista di un caso simile) sostennero a favore di Nick e Bart (come venivano chiamati) una campagna per giungere a un nuovo processo. Perfino il premio Nobel francese Anatole France invocò la loro liberazione sulle pagine del periodico Nation, paragonando l'ingiustizia da loro subita a quella di Alfred Dreyfus. Purtroppo tutte queste iniziative non produssero alcun risultato rilevante per la grazia dei due condannati.
Il 23 agosto 1927 alle ore 00:19, dopo sette anni di udienze, i due uomini vennero uccisi sulla sedia elettrica a distanza di sette minuti l'uno dall'altro (prima toccò a Sacco, poi a Vanzetti).  La loro esecuzione innescò rivolte popolari a Londra, Parigi e in diverse città della Germania. Una bomba di probabile matrice anarchica, nel 1928 devastò l'abitazione del giudice Webster Thayer, il responsabile della condanna di Sacco e Vanzetti; il giudice era assente e la bomba non colpì l'obiettivo, ferendo però la moglie e una domestica.
I corpi dei due anarchici furono cremati e le due urne contenenti le ceneri furono trasportate da Luigina Vanzetti in Italia, dove sono custodite nei cimiteri dei loro comuni d'origine: Torremaggiore per Sacco e Villafalletto per Vanzetti; le ceneri di quest'ultimo sono conservate nella tomba dove riposano i genitori, le sorelle e il fratello. I due comuni hanno dedicato ciascuno una via ai due anarchici e una scuola a Bartolomeo Vanzetti.

## La riabilitazione
Dopo lunghi anni di silenzio anche l'Italia prende coraggio e, dapprima timidamente e poi con convinzione, comincia a rivendicare pubblicamente l'innocenza di Sacco e Vanzetti e a richiedere al governatore del Massachusetts la revisione del processo e la riabilitazione dei due anarchici. Ad opera di Vincenzina Vanzetti, sorella di Bartolomeo, di Carlo Vallauri e di Mario Favro, nel 1958 nasce a Villafalletto il Comitato per la Riabilitazione di Sacco e Vanzetti, che riceve autorevoli e ampi consensi in tutta Italia. Il Comitato italiano, in collegamento con l'analogo Comitato americano sostenuto da Aldino Felicani, promuove un'azione ad ampio raggio che sensibilizza l'opinione pubblica attraverso gli organi di informazione, coinvolge politici, artisti, musicisti, scrittori, poeti, saggisti in un'azione corale che contribuirà, in modo non indifferente, alla riabilitazione della loro figura.
Il 23 agosto 1977, esattamente 50 anni dopo l'esecuzione, il governatore del Massachusetts Michael Dukakis emanò un proclama che assolveva i due uomini dal crimine, affermando: «Io dichiaro che ogni stigma e ogni onta vengano per sempre cancellati dai nomi di Nicola Sacco e Bartolomeo Vanzetti». Questa dichiarazione non significò però il riconoscimento dell'innocenza dei due italiani (negli ultimi cento anni, nessun condannato a morte statunitense è stato riabilitato dopo l'esecuzione).
Nel 2016 Amnesty International ha lanciato una campagna per i diritti umani nel mondo, in memoria di Sacco e Vanzetti e caratterizzata dalla canzone Here's to You dedicata da Joan Baez ai due anarchici nel 1971.

## La memoria
Oltre ai due paesi natali, molti comuni in tutta Italia hanno intitolato una strada o una piazza ai due martiri (in coppia o una ciascuno): grandi città come Roma, Napoli, Torino, Milano, Palermo, Bologna, Genova, Firenze; capoluoghi di provincia quali Carrara, Cesena (FC), Como, Fermo, Novara, Urbino, Verona; centri medi e piccoli come Adrano (CT), Cuorgnè (TO), Laterina Pergine Valdarno (AR), Favara (AG), Frattaminore (NA), Guastalla (RE), Magione (PG), Mazara del Vallo (TP), Novoli (LE), Aquileia (UD), Ussana (SU), Savigliano (CN), Sesto San Giovanni (MI), Spezzano Albanese (CS), Bernalda (MT), e tanti altri.

## Nella cultura di massa

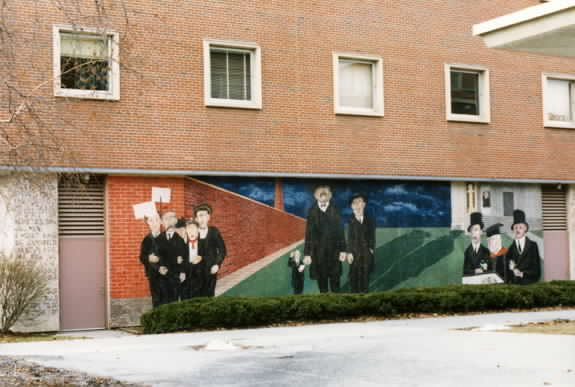
Mosaico di Ben Shahn a ricordo di Sacco e Vanzetti all'Università di Syracuse, (N.Y.)

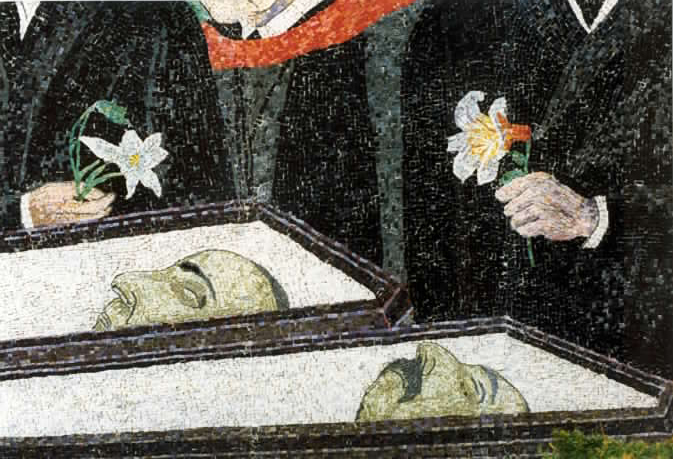
Dettaglio del mosaico

- In Ucraina, nell'Oblast' di Donec'k, vi è un villaggio denominato  Sacco e Vanzetti in loro onore.

Tra le tante opere dedicate a Sacco e Vanzetti, si riportano qui le seguenti:
- nel dicembre 1927 il drammaturgo Maxwell Anderson, insieme ad Harold Hickerson, lavora ad un dramma dal titolo Gods of lightning (Dei della folgore) che ha per argomento le vicende di Sacco e Vanzetti e viene rappresentato a Broadway il 24 ottobre 1928;
- nel 1935 il dramma Gods of lightning di Maxwell Anderson diventa Winterset e viene ospitato dai maggiori teatri statunitensi. L'anno successivo, sempre col medesimo titolo, diventa film (ritenuto uno dei dieci migliori film dell'anno) e nel 1937 approda alla Mostra internazionale del cinema di Venezia con il titolo Sotto i ponti di New York ottenendo due nomination al Premio Oscar;
- l'opera The Condemned scritta nel 1932 da Marc Blitzstein, interrotta nel 1964 a seguito della morte del medesimo, viene completata a partire dal 1978 da Leonard Lehrman;
- l'originale televisivo The Sacco-Vanzetti Story scritto da Reginald Rose nel 1960 per la NBC;
- il dramma in tre atti Sacco e Vanzetti, di Mino Roli e Luciano Vincenzoni, messo in scena nel 1960 dalla compagnia Gli Associati con la regia di Giancarlo Sbragia;
- il film del 1971 Sacco e Vanzetti diretto da Giuliano Montaldo;
- la canzone dei titoli era Here's to You di Ennio Morricone, cantata da Joan Baez, autrice del testo, che riprende le parole finali di un discorso di Bartolomeo Vanzetti:

(Joan Baez, Here's to you)
La versione italiana del brano è Ho visto un film, con un testo scritto da Franco Migliacci, cantata da Gianni Morandi.
- lo sceneggiato Sacco e Vanzetti, regìa di Giacomo Colli, protagonisti Franco Graziosi e Achille Millo, prodotto dalla Rai nel 1964, ma mandato in onda solo nel 1977 in quanto la Rai, inizialmente, decise di non presentarlo al pubblico per timore di turbare i rapporti con gli Stati Uniti;
- il documentario Sacco e Vanzetti di Peter Miller del 2006;
- la canzone Colpevole di ghetto dei Gang;
- la canzone The Ballad of Sacco and Vanzetti interpretata da Les Anarchistes e Petra Magoni, nell'album La musica nelle strade! de Les Anarchistes (2005);
- la canzone Sacco e Vanzetti dei Sine Frontera (dall'album 20 Now del 2009), riarrangiamento e omaggio all'originale brano della cantautrice folk Giovanna Daffini;
- Ballad of Sacco e Vanzetti di Woody Guthrie composta nel 1946-47 (ma uscita nel 1964);
- Sacco and Vanzetti del gruppo ska Against All Authority (2001);
- la canzone popolare Sacco e Vanzetti interpretata da Francesco De Gregori e Giovanna Marini;
- la canzone La Lettera del gruppo forlivese LeTormenta che è parte della lettera scritta da Nicola Sacco al figlio;
- la canzone popolare Sacco & Vanzetti interpretata da Christy Moore nell'album The Black Album (1975);
- nel film Santa Maradona di Marco Ponti, il personaggio interpretato da Libero De Rienzo ("Bart") si presenta come Bartolomeo Vanzetti;
- la canzone Nico e Bart di JMA e Barf (Fra Jamb);
- la canzone Sacco e Vanzetti, in lingua sarda, degli Askra dal loro lavoro Colores... Dolores;
- la nipote di Nicola Sacco (Fernanda Maria Sacco) ha scritto un libro, pubblicato nel luglio del 2008, intitolato I miei ricordi di una tragedia familiare Eliotecnica Tipografica editrice.
- la canzone Lacreme 'e cundannate di Alfredo Bascetta, composta il 5 maggio 1927, prima della definitiva condanna a morte. Questa è senz'altro la più famosa canzone napoletana sulla vicenda di Sacco e Vanzetti;
- La canzone napoletana A seggia elettrica, con la musica di E.A. Mario che risale al 1924 e che narra della tragedia della madre che apprende dai giornali della condanna a morte del figlio e vende tutto ciò che possiede per finanziare la sua difesa e muore distrutta dal dolore[16];
- Agnetha Fältskog del gruppo pop svedese ABBA, nel 1972 fece la versione tedesca di Here's to You intitolata Geh' Mit Gott;
- nel video musicale della canzone No Shelter del gruppo Rage Against the Machine, appare più volte la scena della condanna a morte;
- lo spettacolo di teatrodanza “SACCO E VANZETTI”- viene realizzato e presentato dalla coreografa Mila Tomsich nel 2007, a 80 anni dalla morte dei due anarchici italiani, in prima mondiale al Maschinenhaus di Berlino,  con sovvenzioni del Comune di Berlino – Settore Cultura e Spettacolo – Prenzlauer Berg e il patrocinio di Amnesty International-Germania-Italia e dell’Istituto di Cultura Italiano della città.
- nella stagione teatrale 2008-2009 il Gruppo Teatro Colli di Bologna ha portato in scena Sacco e Vanzetti, di Giancarlo Brancale;
- nel 2009 il rapper reggino Kento dedica il suo album d'esordio da solista e il rispettivo singolo ai due anarchici Italiani (Relief Records, 2010);
- il 17 febbraio, in occasione della serata del Festival di Sanremo 2011, dedicata ai 150 anni dell'Unità d'Italia, Emma Marrone e i Modà cantano Here's to you – La ballata di Sacco e Vanzetti, con il testo in parte dell'originale inglese in parte della versione italiana di Gianni Morandi, Ho visto un film;
- la miniserie televisiva prodotta da Mediaset e trasmessa nel 2005 con gli attori Sergio Rubini ed Ennio Fantastichini come protagonisti;
- una strofa della canzone Oltre il mare dei Two Fingerz, cantata da Dargen D'Amico, è dedicata ai due anarchici;
- Hideo Kojima ha utilizzato The Ballad of Nick & Bart (Here's to you) di Ennio Morricone in Metal Gear Solid 4: Guns of the Patriots per i titoli di coda e come canzone d'apertura per Metal Gear Solid V: Ground Zeroes, prologo di Metal Gear Solid V: The Phantom Pain. Inoltre ha dichiarato che le vicende di entrambi i capitoli di Metal Gear Solid V si ispirano alla storia di Sacco e Vanzetti in quanto parlano di ingiustizia.
- i due vengono inoltre citati all'interno dell'ottavo episodio della prima stagione della serie televisiva americana I Soprano dal protagonista Tony.
- Il singolo del gruppo black metal Panopticon "La passione de Sacco & Vanzetti", del 2008.
- il brano 87 ore dell'album Il tempo. Le parole. Il suono dei 99 Posse.
- Nell'opera teatrale "Awake and sing!" di Clifford Odeth, viene mostrato in scena l'interno della stanza di uno dei personaggi (Jacob), che mostra appesa al muro una foto di Sacco e Vanzetti.
- L'anno scolastico 2020/2021 gli studenti della scuola secondaria di primo grado di Soveria Mannelli e di Carlopoli (CZ) mettono in scena l'opera teatrale Nick e Bart, la storia di Nicola Sacco e di Bartolomeo Vanzetti narrata da Roberto Elia.
- Il racconto del 2022 The Anarchist's Wife di Margo Laurie è una rappresentazione romanzata del caso Sacco e Vanzetti in inglese.[17]

## Epistolario

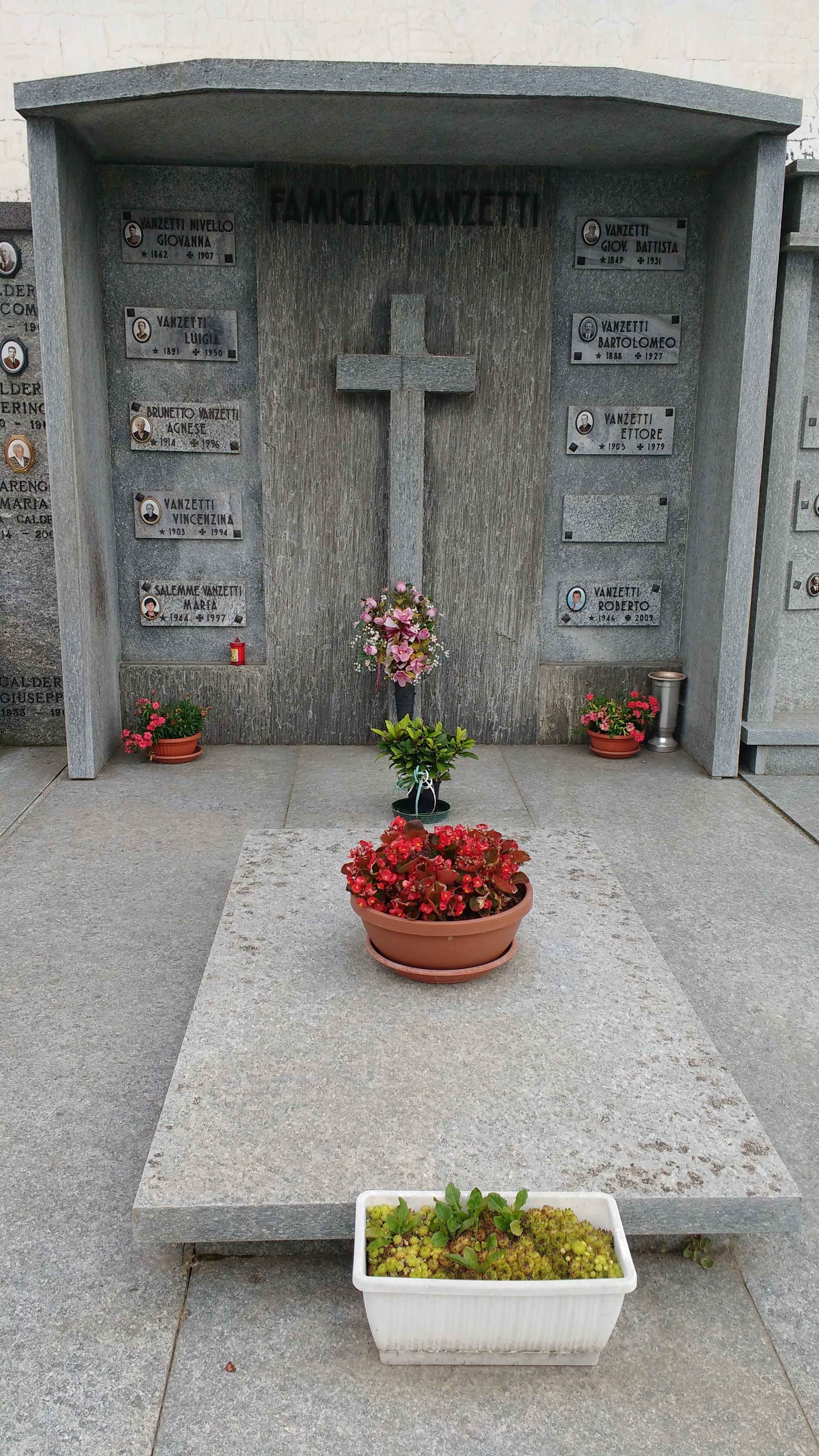
Tomba della famiglia Vanzetti a Villafalletto (Cuneo, Italia)

Dall'epistolario di Nicola Sacco e Bartolomeo Vanzetti:
(Nicola Sacco, al figlio Dante - 1927)
(Bartolomeo Vanzetti, alla giuria che lo condannò alla pena di morte)
(Nicola Sacco, al figlio Dante - 1927)